# The Legend of Zelda: The Wind Waker HD
The Legend of Zelda: The Wind Waker HD (ゼルダの伝説 風のタクト HD, Zeruda no Densetsu: Kaze no Takuto HD) é um jogo eletrônico remasterizado pela Nintendo Entertainment Analysis & Development e publicado pela Nintendo. É uma remasterização de The Legend of Zelda: The Wind Waker de 2002 e foi lançado exclusivamente para Wii U em setembro de 2013. The Wind Waker HD acrescenta ao original novas características a jogabilidade, gráficos com 1080p de resolução, um novo sistema de iluminação, assim como outras pequenas modificações. O lançamento do jogo marca dez anos do lançamento internacional do original, assim como o primeiro titulo de The Legend of Zelda no Wii U.